# Eve Badana
Eve Badana (* 9. Juli 1993 in Markham, Ontario) ist eine in Kanada geborene irische Fußballnationalspielerin.

## Werdegang
Badana wurde als Tochter eines Philippiners und einer Irin in Markham, Ontario geboren. Dort besuchte sie wie ihre Geschwister die St. Brother André Catholic High School, bevor sie im Herbst 2011 für ihr Studium an die Drexel University ging. Ihr jüngerer Bruder Kempis (* 1998), sowie Schwester Kate sind ebenfalls im Fußball aktiv. Schwester Kate spielt derzeit in Irland und Bruder Kempis spielt Indoor Soccer, sowie auf Jugendebene als Eishockey-Center in der Ontario East AAA Minor Hockey League (OEMHL AA).

### Karriere im Verein
Badana startete ihre Karriere beim Unionville Milliken Soccer Club, wo sie zur Mannschaftskapitänin aufstieg. Anschließend wechselte sie von Unionville Milliken 2008 zum U-20-Team von Toronto Lady Lynx, wo sie 2010 das Finale der Super Y-League erreichte. In ihrer Zeit bei den Lynx spielte sie für die Cardinals, dem Athletic Team der Brother André Catholic High School in Markham, Ontario. Im August 2011 verließ sie nach erfolgreichem Abschluss an der Brother André Catholic HS und ging für ein Studium an die Drexel University. Bei den Drexel Dragons, dem Women Soccer Team der Universität, wurde Badana in ihrer ersten Saison in das Colonial Athletic Association (CAA) All-Rookie Team berufen und spielte zudem für das All–Conference Second Team.

### Karriere auf internationaler Ebene
In ihren vier Jahren an der Brother André Catholic High School in Markham besuchte sie das National Training Centre in Ontario und spielte für die kanadische U-17-Fußballnationalmannschaft. Badana spielte für die kanadische U-20-Fußballnationalmannschaft bei der U-17-Fußball-Weltmeisterschaft der Frauen 2010 in Trinidad und Tobago.
Im Herbst 2011 verkündete Badana, für die irische A-Fußballnationalmannschaft der Frauen aufzulaufen, und wurde im September des gleichen Jahres erstmals für die Nationalmannschaft nominiert. Sie wurde von Nationaltrainerin Susan Ronan für die Spiele der irischen Fußballnationalmannschaft gegen Wales und Frankreich berufen. Ihr A-Länderspiel-Debüt für Irland gab sie jedoch erst im Februar 2012 im Rahmen des Algarve-Cups, als sie 90 Minuten beim 1:0 über Ungarn durchspielte.